# Triptyque des Monts et Châteaux 2013
Il Triptyque des Monts et Châteaux 2013, diciottesima edizione della corsa, valevole come prova del circuito UCI Europe Tour 2013 categoria 2.2, si svolse in 2 tappe e due semitappe dal 29 al 31 marzo 2013 per un percorso di 451,5 km, con partenza da Mouscron ed arrivo a Tournai. Fu vinto dal portoghese Fabio Silvestre della squadra Leopard-Trek Continental, che si impose in 10h 52' 21" alla media di 41,52 km/h.

## Tappe
| Tappa  | Data     | Percorso                       | km    | Vincitore di tappa | Leader cl. generale |
| ------ | -------- | ------------------------------ | ----- | ------------------ | ------------------- |
| 1ª     | 29 marzo | Mouscron > Quevaucamps         | 178   | Jorne Carolus      | Jorne Carolus       |
| 2ª-1ª  | 30 marzo | Bernissart (Cron. individuale) | 10    | Edward Theuns      | Edward Theuns       |
| 2ª-2ª  | 30 marzo | Vieux-Condé > Mont-de-l'Enclus | 103   | Lawson Craddock    | Lawson Craddock     |
| 3ª     | 31 marzo | Castello di Belœil > Tournai   | 160,5 | Florent Mottet     | Fabio Silvestre     |
| Totale | Totale   | Totale                         | 451,5 |                    |                     |

## Squadre e corridori partecipanti
| N. | Cod. | Squadra                        |
| -- | ---- | ------------------------------ |
|    | RIJ  | Cyclingteam De Rijke-Shanks    |
|    | WIL  | Vérandas Willems               |
|    |      | Lotto-Belisol U23              |
|    | USA  | Stati Uniti                    |
|    | TSV  | Topsport Vlaanderen-Baloise    |
|    |      | EFC-Omega Pharma-Quick Step    |
|    | MMM  | Team 3M                        |
|    |      | VL Techniek-Abutriek           |
|    | NOR  | Norvegia                       |
|    | DEU  | Germania                       |
|    | CWO  | T.Palm-Pôle Continental Wallon |
|    |      | CT Soenens-Construkt Glas      |

| N. | Cod. | Squadra                   |
| -- | ---- | ------------------------- |
|    | WBC  | Wallonie-Bruxelles        |
|    | RB3  | Rabobank Development Team |
|    | AS2  | Continental Team Astana   |
|    |      | Tre-For                   |
|    | JVC  | Ventilair-Steria          |
|    | CCB  | Colorcode-Biowanze        |
|    | LET  | Leopard-Trek Continental  |
|    |      | Ovyta-Eijssen-Acrog       |
|    |      | Rock Werchther-SOS Piet   |
|    | LTU  | Lituania                  |
|    |      | Ottignies -Perwez         |

## Dettagli delle tappe

### 1ª tappa
- 29 marzo: Mouscron > Quevaucamps – 178 km

Risultati
| Pos. | Corridore         | Squadra        | Tempo    |
| ---- | ----------------- | -------------- | -------- |
| 1    | Jorne Carolus     | Lotto U23      | 4h09'39" |
| 2    | Marco Benfatto    | Contin. Astana | s.t.     |
| 3    | Justin Van Hoecke | Wallonie-Br.   | s.t.     |

| Pos. | Corridore      | Squadra        | Tempo    |
| ---- | -------------- | -------------- | -------- |
| 1    | Jorne Carolus  | Lotto U23      | 4h09'29" |
| 2    | Marco Benfatto | Contin. Astana | a 4"     |
| 3    | Tiesj Benoot   |                | s.t.     |

### 2ª tappa - 1ª semitappa
- 30 marzo: Bernissart – Cronometro individuale – 10 km

Risultati
| Pos. | Corridore        | Squadra       | Tempo  |
| ---- | ---------------- | ------------- | ------ |
| 1    | Edward Theuns    | VL Techniek   | 12'55" |
| 2    | Dylan van Baarle | Rabobank Dev. | a 3"   |
| 3    | Ruben Zepuntke   | Rabobank Dev. | a 5"   |

| Pos. | Corridore        | Squadra       | Tempo    |
| ---- | ---------------- | ------------- | -------- |
| 1    | Edward Theuns    | VL Techniek   | 4h22'34" |
| 2    | Dylan van Baarle | Rabobank Dev. | a 3"     |
| 3    | Ruben Zepuntke   | Rabobank Dev. | a 5"     |

### 2ª tappa - 2ª semitappa
- 30 marzo: Vieux-Condé > Mont-de-l'Enclus – 103 km

Risultati
| Pos. | Corridore       | Squadra      | Tempo    |
| ---- | --------------- | ------------ | -------- |
| 1    | Lawson Craddock | Bontrager    | 2h34'16" |
| 2    | Tim Declercq    | Topsport Vl. | a 11"    |
| 3    | Fabio Silvestre | Leopard      | s.t.     |

| Pos. | Corridore       | Squadra          | Tempo    |
| ---- | --------------- | ---------------- | -------- |
| 1    | Lawson Craddock | Bontrager        | 6h57'06" |
| 2    | Jeroem Lepla    | Ventilair-Steria | a 1"     |
| 3    | Fabio Silvestre | Leopard          | a 3"     |

### 3ª tappa
- 31 marzo: Castello di Belœil > Tournai – 160,5 km

Risultati
| Pos. | Corridore         | Squadra   | Tempo    |
| ---- | ----------------- | --------- | -------- |
| 1    | Florent Mottet    | Colorcode | 3h55'16" |
| 2    | Daniel McLay      | Lotto U23 | s.t.     |
| 3    | A. Kragh-Andersen | Tre-For   | s.t.     |

| Pos. | Corridore       | Squadra          | Tempo     |
| ---- | --------------- | ---------------- | --------- |
| 1    | Fabio Silvestre | Leopard          | 10h52'21" |
| 2    | Lawson Craddock | Bontrager        | a 1"      |
| 3    | Jeroem Lepla    | Ventilair-Steria | a 2"      |

## Classifiche finali

### Classifica generale
| Pos. | Corridore          | Squadra          | Tempo     |
| ---- | ------------------ | ---------------- | --------- |
| 1    | Fabio Silvestre    | Leopard          | 10h52'21" |
| 2    | Lawson Craddock    | Bontrager        | a 1"      |
| 3    | Jeroem Lepla       | Ventilair-Steria | a 2"      |
| 4    | Tim Declercq       | Topsport Vl.     | a 6"      |
| 5    | Eugenio Alafaci    | Leopard          | a 16"     |
| 6    | Nick van der Lijke | Rabobank Dev.    | a 21"     |
| 7    | Stig Broeckx       | Lotto U23        | a 23"     |
| 8    | Dylan van Baarle   | Rabobank Dev.    | a 24"     |
| 9    | Ruben Zepuntke     | Rabobank Dev.    | a 26"     |
| 10   | Bert van Lerberghe | Ventilair-Steria | s.t.      |